# Quinto Larônio
Quinto Larônio (em latim: Quintus Laronius) foi um político da gente Larônia da República Romana nomeado cônsul sufecto em 33 a.C. com Lúcio Vinício. Era de origem italiana, mas não latina. Foi um grande aliado de Otaviano durante o Segundo Triunvirato.

## Carreira
Larônio foi um dos almirantes da frota de Otaviano durante a guerra contra Sexto Pompeu em 36 a.C.. Depois que a frota de Otaviano foi derrotada, recebeu ordens de levar três legiões de Marco Agripa, enviadas por Otaviano, para aliviar a perigosa situação na qual estava Lúcio Cornifício em Messina, depois de seu desembarque na Sicília. Larônio então conseguiu se juntar às forças de Cornfício, no monte Etna, que conseguiu fugir de seu acampamento sistiado, escoltando-o à segurança. Depois disto, Larônio foi aclamado imperator por suas tropas, mas não conseguiu celebrar um triunfo.
Como crescia rapidamente a quantidade de aliados de Otaviano, este aproveitou o ano de 33 a.C. para homenagear homens de pouca reputação da aristocracia romana ou pessoas com influência nas demais cidades da Itália. Por isto, apesar de ser um homem novo, mas acabou nomeado cônsul sufecto, em 33 a.C., no lugar de Caio Fonteio Capitão em 1 de outubro.